# John R. Feegel
John R. Feegel, né le 16 novembre 1932 à Middletown, dans l'État du Connecticut, et mort le 16 septembre 2003 à Tampa, en Floride, est un écrivain et médecin américain, auteur de roman policier.

## Biographie
Fils d'un officier de police, il étudie la médecine à l'université d'Ottawa, où il obtient son diplôme en 1960. Il entreprend ensuite, et complète en 1964, des études de Droit à l'Université de Denver. 
Admis au barreau du Colorado en 1964 et au barreau de Floride en 1967, il détient une licence pour pratiquer dans quatre États comme médecin dès 1965 et comme pathologiste dès 1966. Il devient finalement médecin légiste en chef à Tampa. Selon son avis de décès, il a pratiqué les autopsies d'Elvis Presley et du tueur en série Wayne B. Williams. 
Il a également obtenu une maîtrise en santé publique de l'université du Sud de la Floride, institution où il a aussi été professeur de pathologie.
En 1975, il publie Autopsy, un roman policier pour lequel il est lauréat du prix Edgar-Allan-Poe 1976 du meilleur livre de poche original.
Il meurt d'une crise cardiaque dans sa résidence de Tampa en septembre 2003.

## Œuvre

### Romans
- Autopsy (1975)
- Death Sails the Bay (1978)
- The Dance Card (1981)
- Malpractice (1981)
- Not a Stranger (1983)
- Eco-Park: The Al-Hikma Legacy (2001)
- Death Among the Ruins (2002)

## Prix et distinctions

### Prix
- Prix Edgar-Allan-Poe  1976 du meilleur livre de poche original pour Autopsy[2]